# Forum for Idræt, Historie og Samfund
Forum for Idræt, Historie og Samfund er en forening til formidling af dansk historisk, samfundsvidenskabelig og humanistisk idrætsforskning, etableret i 1985.
Foreningen udgiver tidsskriftet Forum for Idræt, der fra 2016 har været udgivet online.

## Historie
Indtil 2007 havde den navnet Dansk Idrætshistorisk Forening – Krop og Kultur.

## Publikationer
Fra 1985 til 2008 udgav de årligt en Idrætshistorisk årbog.